# Nexi
Nexi S.p.A. è un'azienda italiana che offre servizi e infrastrutture per il pagamento digitale per banche, aziende, istituzioni e pubblica amministrazione.
Nexi gestisce, in diverse modalità, circa 41,3 milioni di carte di pagamento e 2,7 miliardi di transazioni ogni anno e conta su circa 890.000 punti vendita convenzionati, 1,4 milioni di terminali POS, 446 miliardi di euro transati (dato 2018), 13.500 ATM su tutto il territorio nazionale e 420 mila imprese che utilizzano i servizi Corporate Banking Interbancario.
Dal 16 aprile 2019 è quotata alla Borsa Italiana dove è presente nell'indice FTSE MIB.

## Storia

### Le origini

#### ICBPI
L'Istituto Centrale delle Banche Popolari Italiane (ICBPI) è stato costituito nel 1939 su iniziativa di sei banche popolari italiane (Cremona, Intra, Lecco, Lodi, Luino e Varese, Verona) con lo scopo di potenziare e coordinare l'azione delle banche popolari e di fornire servizi di supporto all'attività delle banche popolari italiane. Nel tempo l'azionariato si è esteso a tutte le banche popolari italiane.
Negli anni ottanta, anche attraverso il supporto della partecipata società per azioni Servizi Centralizzati-Seceti, l'Istituto assume un ruolo attivo in tutti gli eventi e processi trasformativi che conducono alla creazione del servizio elettronico trasferimento interbancario fondi (SETIF) e del sistema interbancario trasferimento dati (SITRAD) e conseguentemente alla nascita dei moderni sistemi di pagamento interbancari (bonifici, incassi semplici, operazioni documentate, ecc.).
Nel 2006 rileva Key Client Cards & Solutions, derivata di Deutsche Bank, oggi posseduta al 90%, emittente di 1.3 milioni di carte di credito per quattrocentocinquanta banche e gestore di centocinquantamila POS. Dal 28 gennaio 2008 attiva l'Automated Clearing House - ACH Sepa Compliant con ICCREA Banca. Nel mese di aprile 2008, incorpora la Società per azioni servizi centralizzati - Seceti. Il 15 settembre 2008 a Vienna ICBPI stipula con Equens SE un accordo per la costituzione della joint venture Equens Italia, che svolgerà, come insourcer di ICBPI e di ICCREA, l'attività di Automated Clearing House in Italia.
Sul finire dell'esercizio 2008 avvia il processo di acquisizione della maggioranza di S.I. Holding (che controlla al 100% CartaSi S.p.A., Si Servizi S.p.A., Si Call S.p.A., Carta Facile S.p.A, CartaSi Capital S.p.A. e SiRe Business Services LTD), concludendone l'acquisizione, a seguito dell'ottenimento delle prescritte autorizzazioni da parte delle competenti autorità, in particolare Banca d'Italia e Autorità garante della concorrenza e del mercato, nel giugno 2009.
Nel settembre 2010 viene comunicata la formalizzazione di un accordo per l'acquisto dell'attività di banca depositaria da Banca Carige per 19,5 milioni di euro. Nel novembre 2010 viene comunicata l'acquisizione dell'attività di banca depositaria da Banca Sella, che al contempo diviene azionista di ICBPI con una quota dello 0,96%. Nel novembre del 2010 l'ICBPI viene condannato dall'Antitrust al pagamento di una multa pari a 490.000 euro per intese restrittive della concorrenza in relazione al settore delle carte di credito, multa successivamente sospesa dal Tar del Lazio.
Nel giugno 2015 ICBPI, per 2,15 miliardi di euro, viene acquisita da Mercury Italy S.r.l. (consorzio tra Advent International, Bain Capital e Clessidra). Rimarranno azionisti Credito Valtellinese con il 2%, Banco Popolare e Banca Popolare dell'Emilia Romagna l'1,5% a testa, Banca Popolare di Cividale lo 0,7%, UBI Banca e Banca Popolare di Milano l'1% e Banca Sella lo 0,2%. Mercury Italy S.r.l. viene fusa per fusione inversa in ICBPI.
Nel 2016, ICBPI compra da Intesa Sanpaolo le controllate Setefi e Intesa Sanpaolo Card, per 1,03 miliardi: si tratta di tutto il portafoglio di carte di credito e prepagate di Intesa Sanpaolo (15 milioni), gli esercizi convenzionati (400.000) e le relative attività di issuing, acquiring e processing. L'anno successivo, incorpora anche le attività di acquiring gestite da MPS, da Deutsche Bank e da Carige, nonché acquista Bassilichi (gestione dei terminali Pos).

#### CartaSi
CartaSi nasce nel 1986 come marchio di Servizi Interbancari S.p.A, fondata nel 1985 su iniziativa di ABI e di altri sedici istituti di credito più le quattro casse centrali  con l’obiettivo di diffondere in Italia l’uso della carta di credito come strumento di pagamento.
In quegli anni, infatti, in Italia, la carta di credito è uno strumento ancora poco diffuso, riservato alle classi più abbienti, ed utilizzato in rare occasioni (affari, viaggi all'estero, spese ingenti): CartaSi ebbe il merito di diffondere l'utilizzo della carta a tutte le categorie di consumatori.
Fino a quel momento, gli unici due circuiti erano quelli di Eurocard Italiana (Credito Italiano) e Comites (da Banca Commerciale Italiana), che infatti poi verranno acquisiti da Servizi Interbancari.
Nel corso degli anni, entreranno in Servizi Interbancari, altre banche, fino ad arrivare a novantasette soci. La società si trasforma in SI Holding S.p.A..
Nel 2002, ha emesso il 50% delle carte presenti sul mercato.
Il 1º gennaio 2004, SI Holding crea CartaSi S.p.A., a cui conferisce il ramo di azienda dell'emissione di carte di credito e di gestione dei servizi convenzionati.
Nel 2007 contava tra i suoi partners ottocentottanta banche italiane, quattrocentotrentamila esercenti convenzionati e sette milioni di titolari di carta di credito: licenziataria per l'Italia dei marchi Visa e Mastercard, era la prima società emittente di carte di credito in Italia, con una quota del 24% tra le carte in circolazione e del 34% tra quelle attive. Era presente anche nel settore dell'acquiring.
Con l'arrivo del 2009 entra nell'orbita di ICBPI che acquisisce il 79% delle azioni: i principali azionisti, tra cui Intesa Sanpaolo (42,3%), MPS (24,4%) e UniCredit (9,2%), escono dalla società.
Dal 2015, segue il destino della holding ICBPI, a seguito dell'arrivo dei nuovi soci.

### Nexi
Nexi nasce il 10 novembre 2017 dalla fusione tra ICBPI e CartaSi quando cambia nome assumendo l'attuale denominazione, con l’obiettivo di costruire una realtà incentrata sui pagamenti digitali, comprendendo emissione carte, merchant services, gestione ATM, corporate banking interbancario, clearing & settlement.
Nel Luglio 2018 Nexi è stata riorganizzata, scindendo le attività di pagamento che si sono fuse con Latino Italy S.r.l. che è stata ridenominata Nexi S.p.A.
Il processo di riorganizzazione societaria ha portato anche alla separazione delle attività legate ai pagamenti digitali da quelle di natura strettamente bancaria (securities servicies e servizi di tramitazione), con l’accoglimento dell’istanza depositata in Banca d’Italia il 31 gennaio 2018.
Le attività bancarie, infatti, dalla stessa data sono state concentrate in DEPObank, la banca depositaria italiana nata dallo scorporo societario e ormai guidata da un management e da un consiglio di amministrazione distinti ed indipendenti da quelli del gruppo Nexi. Attualmente Nexi Spa è posseduta da H&F 19,91%, Cassa Depositi e Prestiti Spa 13,56% , Mercury Uk HoldCo 9,42%, Eagle 6,08%, AB Europe 4,01%, Poste Italiane 3,54%, GIC Private limited 2,12%, Il resto è flottante.
All'interno del gruppo, di cui Nexi S.p.A. è la holding, rientrano Nexi Payments SpA, Mercury Payment Services, Help Line. 
Il 16 giugno 2021 è stato sottoscritto l'atto di fusione con la danese Nets che consente a Nexi di espandere il proprio raggio d'azione a livello europeo; il 15 ottobre 2021, infine, l'Autorità Garante della Concorrenza e del Mercato ha approvato con indicazione la fusione per incorporazione di SIA spa in Nexi. Questo ulteriore passaggio genera il primo gruppo europeo nel settore dei sistemi di pagamento.

## Attività
Nexi opera principalmente su queste attività:
- Emissione di carte di pagamento: Nexi emette per le sue banche partner carte di debito, carte credito e carte prepagate. Inoltre, offre soluzioni di pagamento con smartphone come Apple Pay, Samsung Pay e Google Pay. Contestualmente all’attività di issuing, fornisce servizi di sicurezza come il 3D Secure (in collaborazione con Visa e Mastercard), l’SMS Alert e le notifiche in-app.
- Merchant services and solutions: Nexi offre una gamma di soluzioni e di servizi per l’accettazione di ogni tipo di pagamento, con soluzioni differenziate in base alla dimensione e alla tipologia di business per soddisfare le diverse esigenze di vendita, da quelle classiche a quelle in outdoor e mobilità: dai POS tradizionali a quelli cordless e portatili fino ai Mobile POS e agli SmartPOS, dalle soluzioni ad hoc per gli e-commerce a quelle per i gestori di alberghi.
- Servizi bancari digitali: alle Banche, agli Istituti di Pagamento e agli Istituti di Moneta Elettronica Nexi offre servizi legati alle transazioni di denaro: dai servizi di clearing & settlement alla gestione di incassi e pagamenti con le relative attività di back office, dagli Instant Payments al Digital Corporate Banking, dai servizi di intermediazione e regolamentazione fino al mondo dei pagamenti tradizionali e ai servizi per la digitalizzazione delle P.A.. A queste soluzioni si aggiungono quelle della gamma ATM, per offrire servizi di self-banking presso le filiali bancarie e in sportelli evoluti, e le Open Banking Solutions, per affiancare le Banche nella trasformazione dei servizi (PSD2)
- Nei sistemi di pagamento interbancari, con una quota complessiva del mercato nazionale per le attività di clearing pari al 45%, è una delle entità del panorama italiano preposte a ricoprire il ruolo di Centro applicativo RNI (Rete nazionale interbancaria);
- È il primo nodo CBI nazionale in termini di volumi, con 80 banche aderenti[senza fonte];
- Fa parte delle 23 ACH membro dell'EACHA European Automated Clearing House Association[22];
- Nexi ha promosso anche attività come hackathon, che vedono diversi team di sviluppatori informatici sfidarsi su un tema comune. Nel 2018, ha promosso sia il Cashless Milano Hack[23] nel corso della Milano Digital Week sia l’Hackathon Nexi[24] all'interno del Campus Party Italia.

## Gruppo
Nexi S.p.A. (ex ICBPI S.p.A.) è la holding dell’omonimo gruppo che controlla:
- Nexi Payments S.p.A. (ex Cartasi S.p.A.) (98,74%)
- Mercury Payment Services S.p.A. (100%) opera nel settore dei sistemi di pagamento e della monetica ed è uno dei leader italiani dell'acquiring con 364.000 terminali convenzionati in tutta Italia;
- Helpline S.p.A. (70%) gestisce servizio clienti, call center in entrata e in uscita, recupero crediti, telemarketing, interazione web, attività di back office, CRM.